# Wiborgia mucronata
Wiborgia mucronata är en ärtväxtart som först beskrevs av Carl von Linné d.y., och fick sitt nu gällande namn av George Claridge Druce. Wiborgia mucronata ingår i släktet Wiborgia och familjen ärtväxter. Inga underarter finns listade i Catalogue of Life.